# Manel Ferrer

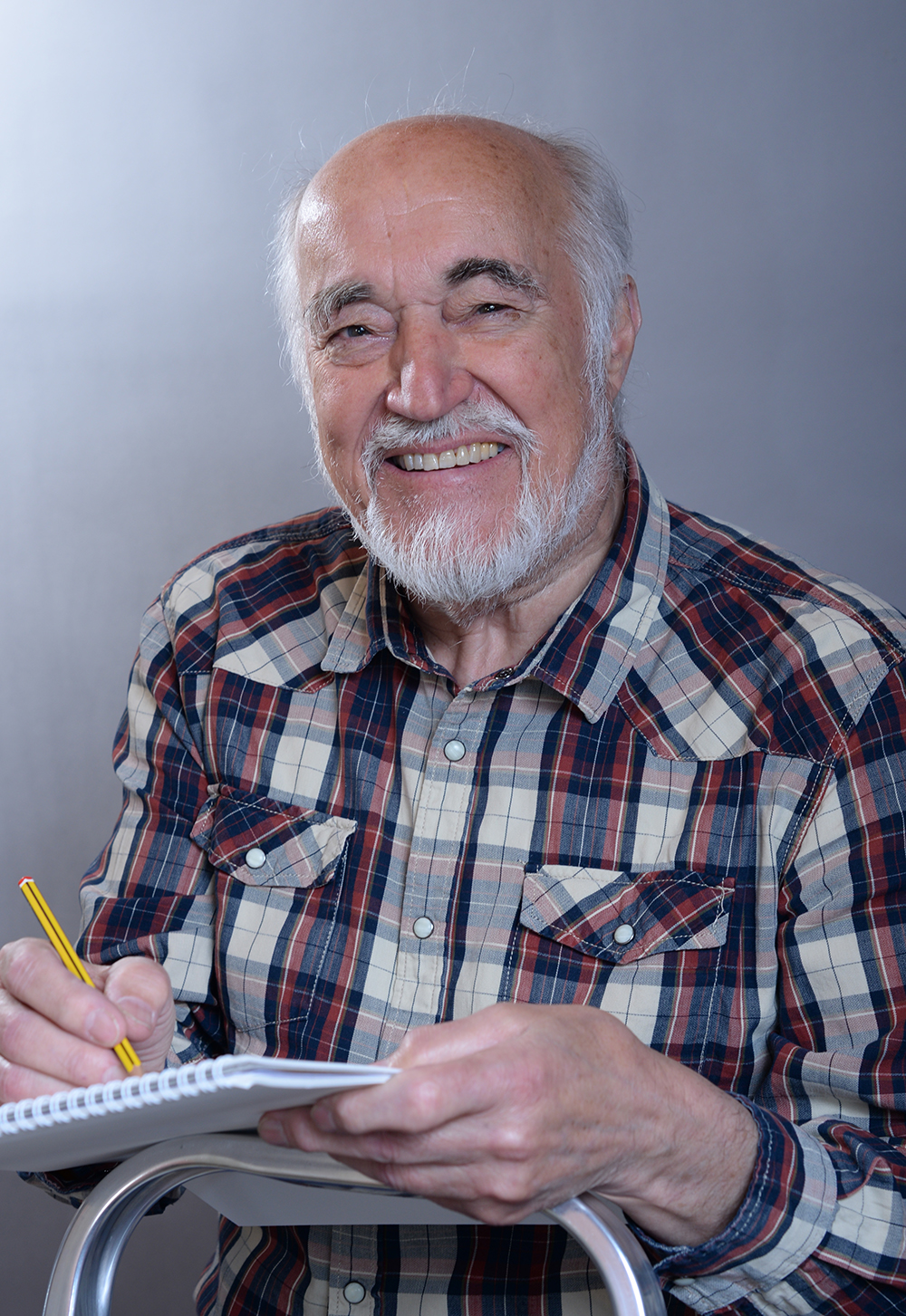
Manel Ferrer en 2019

Manel Ferrer Estany es un historietista español, nacido en Suria (Barcelona) en 1940, cuya serie más conocida es Manolo e Irene de carácter erótico-cómico. Firma como Manel, Ferrer, Nelito y Nolo.

## Biografía
Manel Ferrer inició su carrera profesional en 1961, al entrar en la agencia Selecciones Ilustradas, desde la que produjo una gran variedad de cómics para el mercado internacional. Simultaneó todo ello con su trabajo en Cavall Fort.
Durante el boom del cómic adulto en España, creó su serie más popular, Manolo e Irene para la revista El Papus (1978). Ya en los años noventa, trabajó en el suplemento "Mini Mundo".

## Obra
| Años | Título                    | Guionista    | Publicación                       |
| ---- | ------------------------- | ------------ | --------------------------------- |
| 1966 | Esta es su vida: Seat 600 |              | Los 4 Ye-Yés                      |
| 1966 | El Nasi                   |              | Cavall Fort                       |
| 1967 | Els Cepats                |              | Cavall Fort                       |
| 1969 | De Balaguer a Kum-Ram     | Maria Novell | Cavall Fort                       |
| 1970 | Delta 99                  |              | Delta 99                          |
| 1970 | Buffalo Bill              |              | Selecciones Ilustradas            |
| 1978 | Manolo e Irene            |              | El Papus, etc.                    |
| 1982 | Manoladas                 |              | Comix Internacional + Ilustración |
| 1994 | Musculón                  |              | Mini Mundo                        |
| 1996 | Ovnio                     |              | Mini Mundo                        |